# Nyråd
Nyråd is een plaats in de Deense regio Seeland, gemeente Vordingborg. De plaats telt 2.349 inwoners (1 januari 2014). Nyråd is een satellietplaats van de hoofdplaats van de gemeente, het gelijknamige stadje Vordingborg. Nyråd ligt drie kilometer oostelijk van Vordingborg en vier kilometer ten westen van Stensved.
De plaats ligt vlak bij de Sydmotorvejen (Zuiderautosnelweg).